# Farol da Ponta da Jalunga
Der Farol da Ponta da Jalunga (dt.: „Leuchtturm am Kap von Jalunga“) ist ein Leuchtturm im Nordosten der Insel Brava im atlantischen Inselstaat Kap Verde, auf der Landzunge Ponta Jalunga.
Der Leuchtturm wird von der Direcção Geral de Marinha e Portos („Generaldirektion für Meer und Häfen“, DGMP) verwaltet.

## Architektur
Der Leuchtturm wurde 1891 erbaut. Er ist ein weiß-gestrichener rechteckiger gemauerter Turm, 8 m hoch und seine Feuerhöhe ist 23 m über dem Meeresspiegel. Er hat eine Reichweite von 5 sm. Mittlerweile ist er solarbetrieben.